# Chuck E. Cheese’s

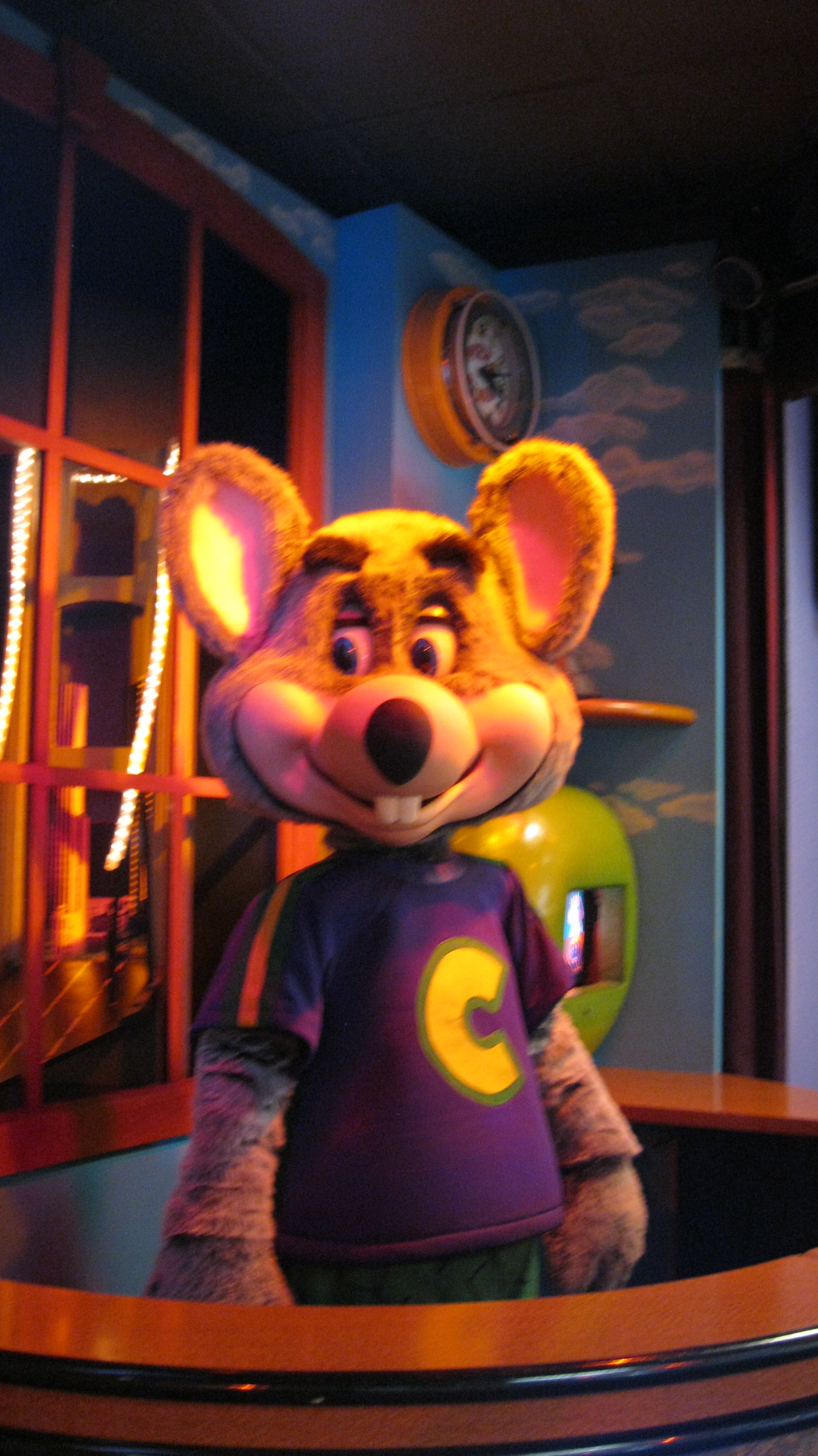
Das Maskottchen „Chuck E. Cheese“ als Animatronic

Chuck E. Cheese’s ist eine in den Vereinigten Staaten beheimatete und dort sehr bekannte Restaurant- und Fastfoodkette.

## Geschichte
Chuck E. Cheese’s wurde 1977 von Nolan Bushnell, dem Gründer und Erfinder der Atari Video Game Company, gegründet. Die Idee dazu lieferte ihm das damals sehr populäre Themen-Restaurant Pizza Time Theatre in San José, Kalifornien, welches zu dieser Zeit noch Warner Communications gehörte. Bushnell kaufte das Restaurant auf und übernahm dessen Konzept. Bereits im Jahr 1983 existierten über 200 Schwesterlokale. Doch aufgrund schlechter Servicequalität und mangelhafter Hygienezustände ließen die Besucherzahlen sehr bald nach. Im Jahr 1984 musste Bushnell Bankrott anmelden und Chuck E. Cheese’s an den Konkurrenten Robert L. Brock verkaufen. Brock hatte zunächst noch mit Bushnell gemeinsam eine eigene Kette namens ShowBiz gegründet und über ein paar Jahre hinweg parallel nebeneinander betrieben. Brock kombinierte die Konzepte beider Unternehmen zu der heute bestehenden Entertainment-Kette.
Im Juni 2020 stellte das Mutterunternehmen CEC Entertainment einen Antrag auf Chapter 11, da sie aufgrund der COVID-19-Pandemie insolvent gegangen war.

## Konzept
Chuck-E.-Cheese’s-Filialen sind als eine Mischung aus Restaurant, Bühnenshow und Spielhalle konzipiert, mit dem Ziel, vor allem Kinder und Jugendliche zu unterhalten und mit Essen und Trinken zu versorgen. Die ersten Filialen besaßen deshalb – neben ihrer eigentlichen Pizzeria – ein integriertes Toys-“R”-Us-Geschäft sowie eine Arcade-Spielhalle. Berühmtheit erlangte Chuck E. Cheese’s durch ihre Bühnenshows, die mit Animatronics besetzt sind und Kinder unterhalten sollen. Zu den Hauptfiguren der Animatronic-Bands zählen unter anderem „Chuck E. Cheese“ (Maus), „Jasper T. Jowls“ (Hund), „Helen Henny“ (Huhn), „Crusty the Cat“ (Kater; später ersetzt durch „Mr. Munch“, ein Fantasiewesen) und „Pasqually E. Pieplate“ (Mensch). Einige Filialen vermieten ihre Einrichtungen für spezielle Geburtstagsfeiern und öffentliche Veranstaltungen.
Das gleichnamige Maskottchen ist eine Maus mit grüner und violetter Kappe, einem gewöhnlich violetten T-Shirt mit grüner Querbinde im Bauchbereich und gelbem „C“ auf der Brust sowie einer grünen Sporthose. In neueren Ausführungen trägt Chuck eine Jeanshose und ist nicht immer mit Kappe zu sehen.

## Trivia
Chuck E. Cheese’s war möglicherweise Inspiration zur Survival-Horror-Spielserie Five Nights at Freddy’s.